# NGC 5805
NGC 5805 في الفهرس العام الجديد، هي مجرة، تقع في كوكبة العواء. اكتشفت في 3 أبريل 1854 بواسطة ويليام بارسونز.

## روابط خارجية
- NGC 5805 على موقع ويكي سكاي: DSS2, SDSS, GALEX, IRAS, Hydrogen α, X-Ray, Astrophoto, Sky Map, Articles and images